# Askainen
Askainen (in svedese Villnäs), è stato un comune finlandese di 938 abitanti, situato nella regione del Varsinais-Suomi. Il comune, che si trova a circa 30 km a nord di Turku, è stato soppresso nel 2009, per fondersi insieme al comune di Lemu in quello di Masku.

## Storia
Ad Askainen si trova il maniero di Louhisaari, edificato nel 1655, che dal 1795 al 1903 fu di proprietà della famiglia Mannerheim. Tra i membri più noti della famiglia, appartenente alla nobiltà svedese e di lontane origini olandese, vi è il Maresciallo Carl Gustaf Emil Mannerheim (1867-1951),
Mannerheim fu Reggente della Finlandia al momento dell'indipendenza, Comandante in capo delle forze armate finlandesi durante la Seconda guerra mondiale e Presidente della Finlandia dal 1944 al 1946. Dal 1967 il maniero di Louhisaari, casa natale del Maresciallo Mannerheim, è aperto al pubblico.